# Bruce Ames

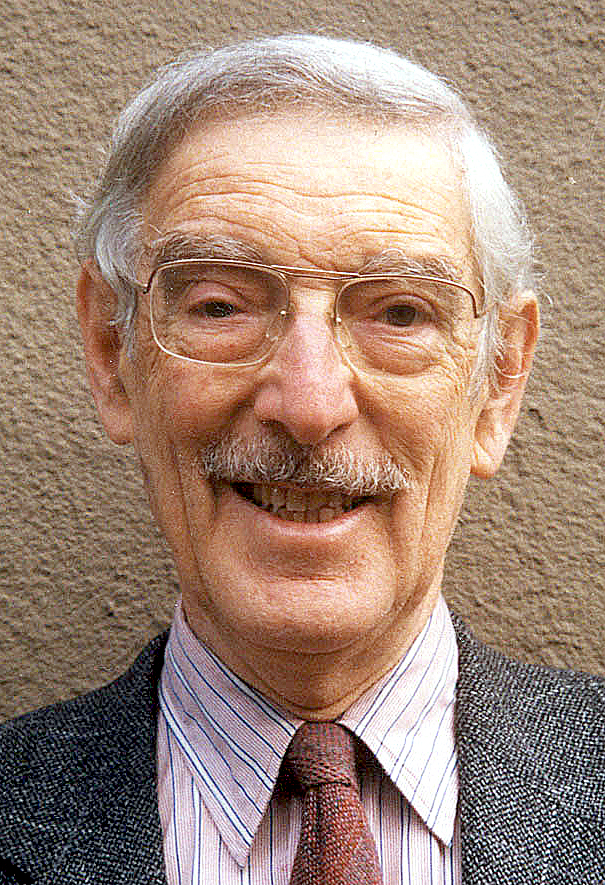
Bruce Ames (2009)

Bruce Nathan Ames (* 16. Dezember 1928 in New York City; † 5. Oktober 2024 in Berkeley) war ein US-amerikanischer Professor für Biochemie und molekulare Biologie, Forscher am Children’s Hospital of Oakland Research Institute (CHORI) und Direktor des „National Institute of Environmental Health Science“ an der University of California, Berkeley. Er erforschte die Verbindung zwischen Folsäuremangel und Schäden an der DNA und Chromosomen, die zu Krebs und anderen Krankheiten führen können. In den 1970er Jahren erfand Ames den nach ihm benannten Ames-Test.

## Arbeit
Ames gelang 1971 die Entwicklung eines seitdem viel verwendeten Tests auf Mutagenität (Ames-Test). Damit identifizierte er viele karzinogene Substanzen, wobei sich herausstellte, dass häufig die Struktur heterozyklischer Amine vorlag.
Ames arbeitete an der Erforschung des Zusammenhangs zwischen der Versorgung mit Mikronährstoffen und dem menschlichen Zellstoffwechsel.
In einer Übersichtsarbeit behauptete er, hochdosierte Vitamintherapie könne rund 50 menschliche Erbkrankheiten heilen oder lindern. Ames behauptete weiterhin, dass Defizite in der Versorgung mit Vitaminen und Mineralien für die Entstehung von Krebs verantwortlich seien. Auch Mangel an essentiellen Fettsäuren trage zur Beschleunigung des degenerativen Verfalls bei.
1999 gründete Ames zusammen mit Tory M. Hagen Juvenon Inc., eine Firma, die heute Nahrungsergänzungsmittel sowohl direkt wie auch über Vertriebspartner zum Kauf anbietet. Zeitgleich gründete Ames zusammen mit seiner Frau die Bruce and Giovanna Ames Foundation, eine Stiftung, der Ames Anteile an Juvenon Inc. übertragen wurden und zu deren Aktivitäten gehört, wissenschaftliche Arbeiten unter seiner Beteiligung zu finanzieren. In der Vergangenheit versicherte er wiederholt, von der Firma keine Bezahlung zu empfangen.

## Positionierung zur Supplementierung
Gemeinsam mit Joyce McCann, Meir Stampfer und Walter C. Willett schrieb Ames 2007 einen offenen Brief an das American Journal of Clinical Nutrition, in dem die NIH-Entscheidung kritisiert wird, bei Nahrungsergänzungsmitteln zur gesundheitlichen Prävention nur noch Wirksamkeitsnachweise anzuerkennen, die auf randomisierten, kontrollierten Studien (RCTs) basieren. Die Autoren befürworten eine generelle Empfehlung der NIH zur Supplementierung, auch ohne solche Wirksamkeitsnachweise. Nahrungsergänzungsmittel seien billig, verfügbar und ungiftig, somit mindestens „eine gute Versicherung“.

## Auszeichnungen
Ames erhielt mehr als 25 wissenschaftliche Auszeichnungen. 1970 wurde er in die American Academy of Arts and Sciences gewählt, 1972 in die National Academy of Sciences. 1983 wurde Ames mit dem Charles S. Mott Prize und einem Gairdner Foundation International Award, 1997 mit dem Japan-Preis, 1998 mit der National Medal of Science, 2001 mit dem Lifetime Achievement Award der American Society for Microbiology und 2004 mit der Thomas Hunt Morgan Medal geehrt. Er gehörte unter anderem dem „National Cancer Advisory Board“ (auf Vorschlag des damaligen US-Präsidenten Jimmy Carter) und dem „American Heart Association Nutrition Committee“ an. Ab 2013 zählte ihn Thomson Reuters aufgrund der Zahl seiner Zitationen zu den Favoriten auf einen Nobelpreis (Thomson Reuters Citation Laureates).

## Publikationen (Auswahl)
- mit Lynn M. Wallock, Tsunenobu Tamura, Craig A. Mayr, Kelley E. Johnston und Robert A. Jacob: Low seminal plasma folate concentrations are associated with low sperm density and count in male smokers and nonsmokers. In: Fertility and Sterility. Vol. 75, 2001, ISSN 0015-0282, S. 252–259. PMID 11172823.
- mit Patricia Wakimoto: Are vitamin and mineral deficiencies a major cancer risk? In: Nature Reviews Cancer. Vol. 2, Nr. 9, 2002, ISSN 1474-175X, S. 694–704. PMID 12209158, doi:10.1038/nrc886.
- mit Hani Atamna, David W. Killilea und Alison Nisbet Killilea: Heme deficiency may be a factor in the mitochondrial and neuronal decay of aging. In: Proceedings of the National Academy of Sciences. Vol. 99, 2002, ISSN 0027-8424, S. 14807–14812. PMID 12417755, doi:10.1073/pnas.192585799.
- mit Patrick B. Walter, Mitchell D. Knutson, Andres Paler-Martinez, Sonia Lee, Yu Xu und Fernando E. Viteri: Iron deficiency and iron excess damage mitochondria and mitochondrial DNA in rats. In: Proceedings of the National Academy of Sciences. Vol. 99, 2002, S. 2264–2269. PMID 11854522, doi:10.1073/pnas.261708798.
- mit Emily Ho: Low intracellular zinc induces oxidative DNA damage, disrupts p53, NFkappa B, and AP1 DNA binding, and affects DNA repair in a rat glioma cell line. In: Proceedings of the National Academy of Sciences. Vol. 99, Nr. 26, Dez 2002, S. 16770–16775. PMID 12481036, doi:10.1073/pnas.222679399.
- The Metabolic Tune-Up: Metabolic Harmony and Disease Prevention. In: The Journal of Nutrition. Vol. 133, 2003, ISSN 0022-3166, S. 1544S–1548S. PMID 12730462, (online).